# Жити заради кохання (фільм, 1975)
«Жити заради кохання» (італ. Conviene far bene l'amore; інші назви «Секс–машина», «Любов і енергія») ― фільм 1975 року, режисером та автором сценарію є Паскуале Феста Кампаніле, фільм знятий за мотивами його однойменного роману. Це еротична комедія з елементами наукової фантастики, що завдячує теоріям Вільгельма Райха (автора «Функції оргазму»).
Фільм виходить в епоху, коли міф про невичерпність джерел енергії розвіюється, в контексті енергетичної кризи початку сімдесятих років та застосування так званої економії, а точніше обмежувальних заходів щодо споживання палива, які застосовувалися в Італії з грудня 1973 року до червня 1974 року.

## Сюжет
Найближчим часом, у світі, позбавленому енергетичних ресурсів і повернувшись до доіндустріальної ери ― кінь та велосипед як єдиний засіб пересування, газ ― єдине джерело освітлення ― ексцентричний вчений Енріко Нобілі розробляє пристрій, який виробляє електрику від статевого акту. Енріко випробовує пристрій у палатах римської поліклініки.
Гарний юний Даніеле та грудаста Франческа випадково госпіталізовані в одну кімнату, переживши нещасні випадки, спричинені самим Нобілі. Після того, як між ними з'являється пристрасть, експеримент стає успішним, і стародавні лампочки випромінюють світло через десятиліття застою.
Для того, щоб повторити експеримент, для підтвердження теорії, слідує захоплююча спроба возз'єднати знову Даніеля та Франческу, оскільки молода помічниця П'єра не має пристрасті, достатньої для розвитку енергії.
Пізніше винахід вкрали, але дослідник має задоволення побачити світ, повернений у славу ХХ століття, незважаючи на нову форму експлуатації, яка позбавить людей останнього задоволення, а саме — сексуального.

## Галерея

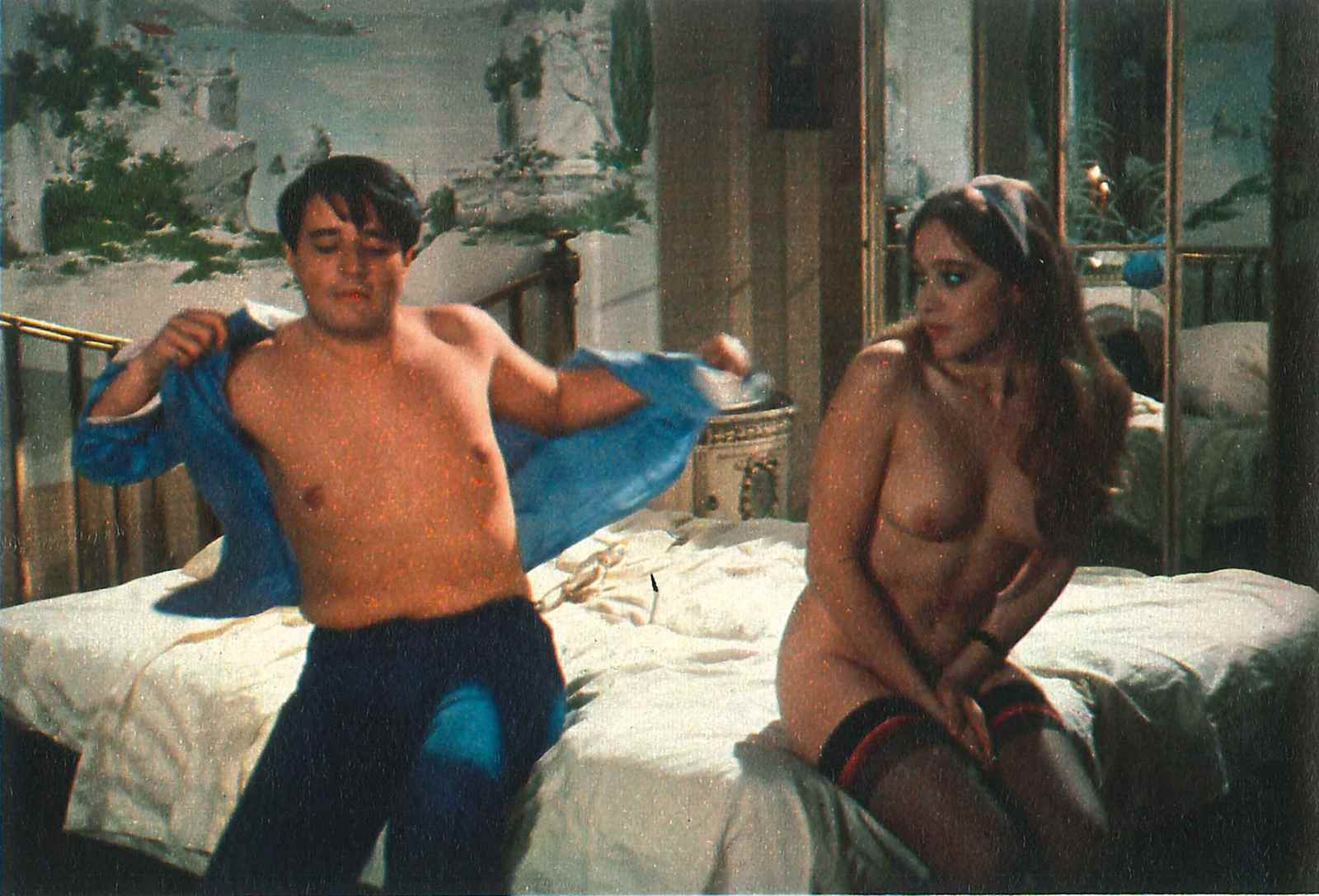
Актори Крістіан Де Сіка (зліва) та Елеонора Джорджі (праворуч) у сцені, на зйомках фільму
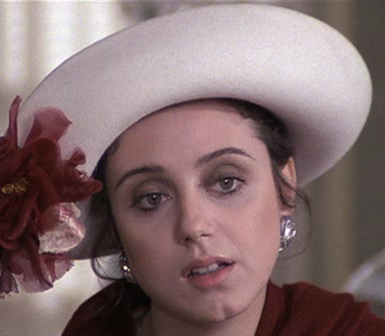
Лоредана Мартінес в ролі.
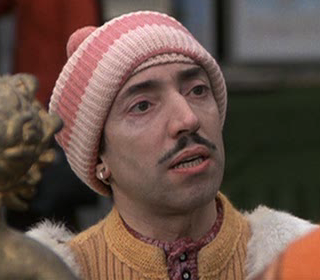
Армандо Бандіні.
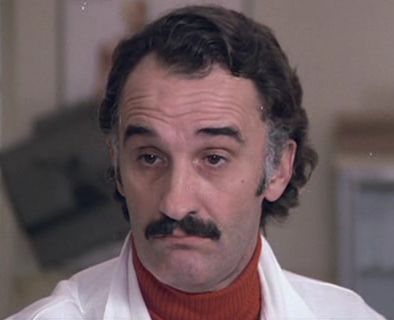
Джіно Перніче.
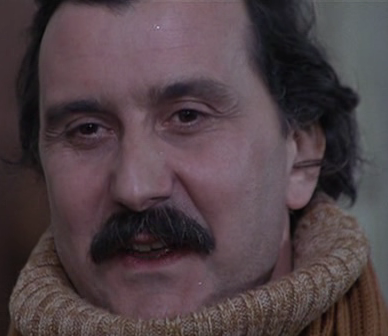
Квінто Пармеджані.

## В ролях
- Джіджі Проєтті: Енріко Нобілі;
- Агостіна Беллі: Франческа Ренці;
- Елеонора Джорджі: П'єра;
- Крістіан Де Сіка: Даніеле Вентуроллі;
- Маріо Скачча: Альбероні;
- Адріана Асті: Ірена Нобілі;
- Франко Агостіні: доктор Спіна, помічник Нобілі;
- Квінто Пармеджані: Де Ренці;
- Джіно Перніче: доктор Бінні, помічник Нобілі;
- Маріо Пісу: міністр;
- Моніка Стребель: Анжела;
- Франко Ангрісано: директор готелю;
- Армандо Бандіні: продавець антикваріату;
- Оресте Ліонелло: автомобіліст;
- Енцо Маджо: професор Габріелі;
- Маріо Маранцана: генерал;
- Лоредана Мартінес: дружина Даніеля;
- Сальваторе Пунтільо: професор Де Маркіс;
- Енцо Робутті: Маттейс;
- Джон Карлсен: начальник шпигунів.